# アイアン郡 (ユタ州)
アイアン郡（英: Iron County）は、アメリカ合衆国ユタ州の南西部に位置する郡である。人口は5万7289人。郡庁所在地はパロワンであり、同郡で人口最大の都市はシーダーシティである。1852年に設立され、郡名は当初「リトルソルトレイクバレー郡」と名付けられていたが、シーダーシティの西にある鉄鉱山に因んで改名された。
アイアン郡の全体はシーダーシティ小都市圏に属している。シーダーシティには南ユタ大学がある。

## 地理
アメリカ合衆国国勢調査局に拠れば、郡域全面積は3,302平方マイル (8,552.1 km2)であり、このうち陸地は3,298平方マイル (8,541.8 km2)、水域は4平方マイル (10.4 km2)で水域率は0.12％である。ザイオン国立公園の小部分が郡内の南、カナラビル近くに伸びてきている。シーダーブレイクス国立保護区の全体が郡の南東隅に入っている。

### 隣接する郡
- ワシントン郡 - 南
- ケーン郡 - 南東
- ガーフィールド郡 - 東
- ビーバー郡 - 北
- リンカーン郡 (ネバダ州) - 西

### 国立保護地域

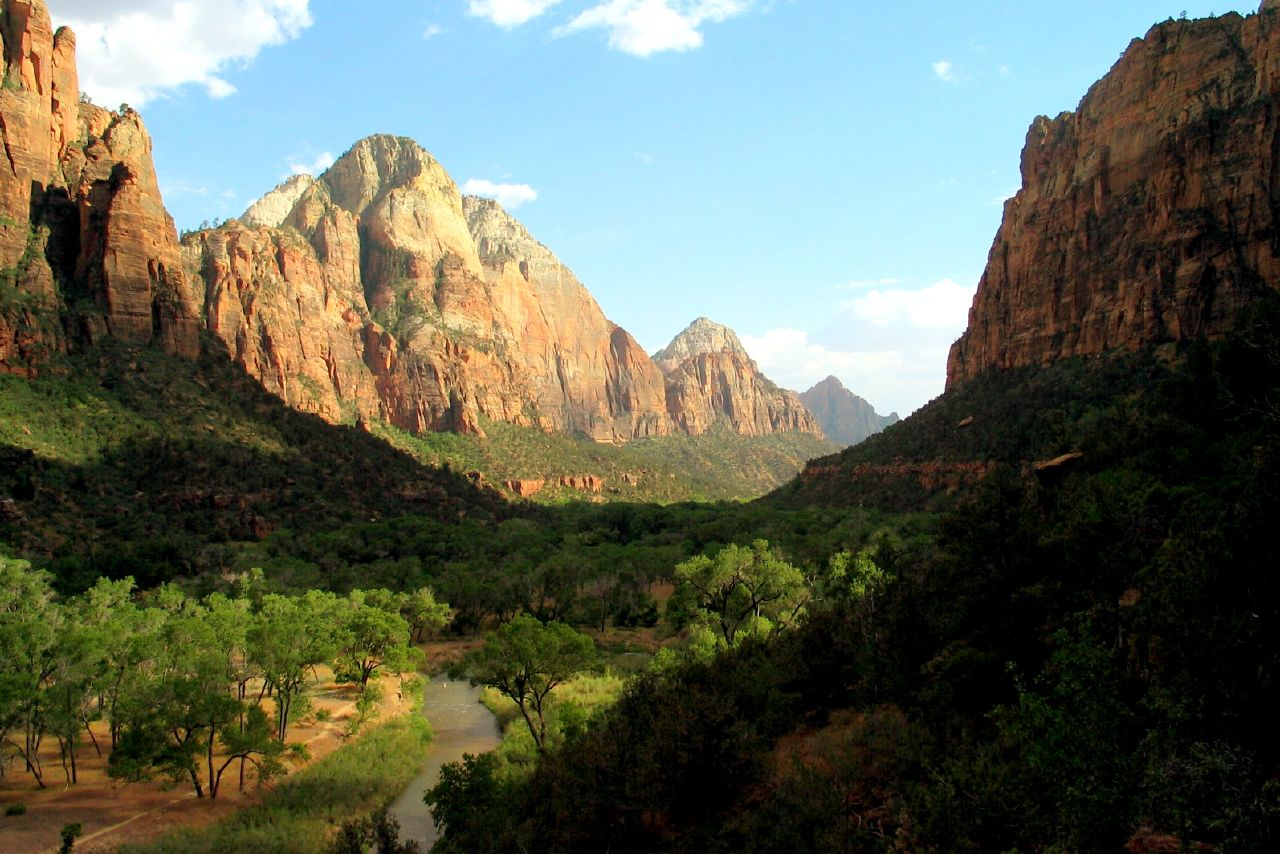
ザイオン国立公園

- シーダーブレイクス国立保護区
- ディキシー国立の森（部分）
- フィッシュレイク国立の森（部分）
- ザイオン国立公園（部分）

## 人口動態
以下は2000年国勢調査による人口統計データである。
| 基礎データ - 人口: 33,779人 - 世帯数: 10,627 世帯 - 家族数: 8,076 家族 - 人口密度: 4人/km2（10人/mi2） - 住居数: 13,618軒 - 住居密度: 2軒/km2（4軒/mi2） 人種別人口構成 - 白人: 93.00% - アフリカン・アメリカン: 0.35% - ネイティブ・アメリカン: 2.18% - アジア人: 0.74% - 太平洋諸島系: 0.27% - その他の人種: 1.78% - 混血: 1.67% - ヒスパニック・ラテン系: 4.09% 先祖による構成 - イギリス系：29％ - ドイツ系：10％ - アイルランド系：7％ - スコットランド系：5％ - デンマーク系：5％ | 年齢別人口構成 - 18歳未満: 31.2% - 18-24歳: 20.6% - 25-44歳: 23.6% - 45-64歳: 16.1% - 65歳以上: 8.6% - 年齢の中央値: 24歳 - 性比（女性100人あたり男性の人口） - 総人口: 98.4 - 18歳以上: 93.6 世帯と家族（対世帯数） - 18歳未満の子供がいる: 41.0% - 結婚・同居している夫婦: 64.2% - 未婚・離婚・死別女性が世帯主: 8.5% - 非家族世帯: 24.0% - 単身世帯: 15.9% - 65歳以上の老人1人暮らし: 5.9% - 平均構成人数 - 世帯: 3.11人 - 家族: 3.45人 収入と家計 - 収入の中央値 - 世帯: 33,114米ドル - 家族: 37,171米ドル - 性別 - 男性: 30,800米ドル - 女性: 19,831米ドル - 人口1人あたり収入: 13,568米ドル - 貧困線以下 - 対人口: 19.2% - 対家族数: 13.1% - 18歳未満: 20.4% - 65歳以上: 6.5% |

## 都市と町

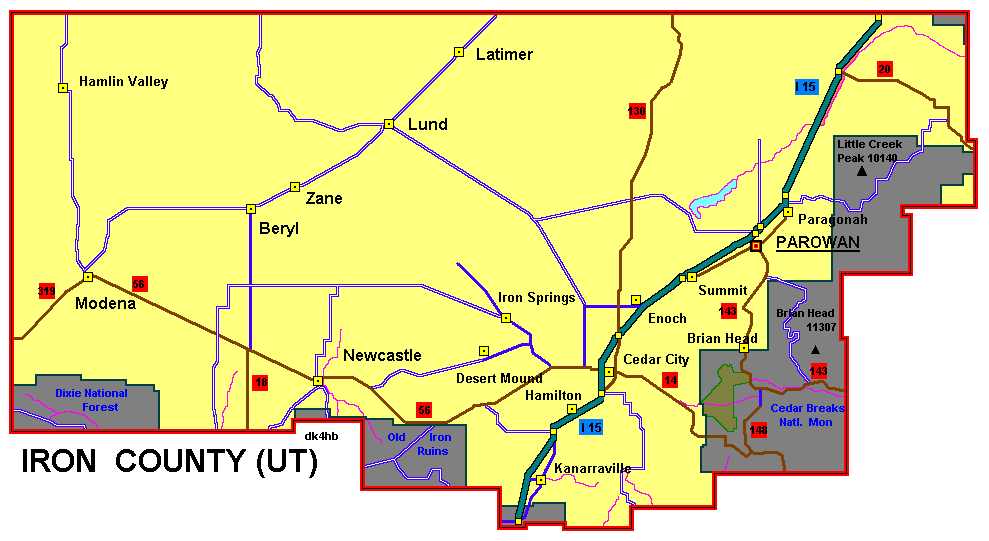
郡の地図

- シーダーシティ
- パロワン - 郡庁所在地
- ベリル
- ブライアンヘッド
- イーノック
- ハミルトンフォート
- カナラビル
- ルンド
- モデナ
- ニューキャッスル
- パラゴ
- サミット